# البيراناكان
البيراناكان (بالإنجليزية: Peranakan Chinese)‏ هم مجموعة عرقية يرجع نسبها إلى رحلات المُستوطنين الصينيين الجنوبيين المُهاجرين الأوائل إلى جنوب شرق آسيا البحري، والمعروفة باسم نينيانغ، وهي الموانئ التي حكمها الاستعمار البريطاني في شبه جزيرة ملايو والأرخبيل الإندونيسي، وكذلك سنغافورة. عُرف بشعب الهاكا أي الأسر أو لأشخاص الضيوف. وانتشروا في مناطق عديدة مثل جوانجدونج وجيانجشي وفوجيان في الصين. ولعبوا دورًا كبيرًا في تحديد تاريخ الصين وتوضيح مدى تأثيره على العالم وأشعلوا ثورات التحرر ونقموا على الحكومات الظالمة.
تزاوجوا مع سكان الملايو المحليين، حيث تحدثوا لغتهم وتبنوا عاداتهم وتقالديهم سواء بشكل جزئي أو كلي وتركوا العديد من المنشآت والآثار والإرث الثقافي، الذي بدا جليًا في متحف بيراناكان الذي اشتمل على مجموعة من القطع الأثرية المميزة من جنوب شرق آسيا. أقام البيراناكان علاقات جدية مع الإدارة الاستعمارية من خلال أنشطتهم السياسية والتجارية والاجتماعية في الإقليم. وعملوا في مجالات التنقيب واستخراج المعادن والتعدين. وتمتع فنهم بالتقاليد الجنوب شرق آسيوية، مُفعمًا بالتأثيرات الأوروبية.